# Idles
Idles (în arabă أدلس) este o comună din provincia Tamanrasset, Algeria.
Populația comunei este de 4.945 de locuitori (2008).